# 冠豸山
冠豸山，旧称东田石，又称莲花山。位于中国福建省龙岩市连城县城东1.5公里处。
冠豸山于1986年被评为福建省十佳风景区，1994年被确定为国家重点风景名胜区，2000年被评为国家4A级旅游景区。2009年入围第五批国家地质公园。
主峰五老峰，海拔661米，冠豸山平地兀立，柱石林立，险峻而奇幽。山腰间有一块巨石，形状如獬豸的头部，因而得名。冠豸山风景区总面积123平方公里，由獬豸冠、石门湖、竹安寨、九龙湖、旗石寨等九大游览区组成。